# Liste des évêques et archevêques de Mexico
Cette liste recense les archevêques qui se sont succédé sur le siège du diocèse de Mexico depuis sa création le 2 septembre 1530 et depuis son élévation au rang d'archidiocèse métropolitain le 12 février 1546 sous le nom d'archidiocèse de Mexico.

## Évêque
- Juan de Zumárraga, O.F.M (20 août 1530 - 12 février 1546), devient archevêque de Mexico

## Archevêques
- Juan de Zumárraga, O.F.M (12 février 1546 - 3 juin 1548)
- Alonso de Montúfar O.P (5 octobre 1551 - 7 mars 1572)
- Pedro Moya de Contreras (17 juin 1573 - 7 décembre 1591)
- Alonso Fernández de Bonilla (22 mai 1592 - 1600)
- García de Santa María Mendoza y Zúñiga, O.S.H (12 février 1601 - 5 octobre 1606)
- García Guerra, O.P. † (3 décembre 1607 - 22 février 1612)
- Juan Pérez de la Serna (13 mai 1613 - 19 juillet 1627), nommé évêque de Zamora
- Francisco de Manso Zuñiga y Sola (9 août 1627 - 20 juillet 1634)
  - Sede vacante (1634-1636)
- Francisco Verdugo Cabrera (9 septembre 1636 - 1636)
- Feliciano de Vega y Padilla (13 septembre 1638 - décembre 1640)
- Juan de Mañozca y Zamora (16 novembre 1643 - 12 décembre 1650)
- Marcelo López de Azcona (29 avril 1652 - 10 novembre 1654)
- Mateo de Sagade (Lazo de) Bugueiro (14 mai 1655 - 1662), nommé évêque de Cadix
- Juan Alonso de Cuevas y Dávalos (28 avril 1664 - 2 septembre 1665)
- Marcos Ramírez de Prado y Ovando, O.F.M (15 décembre 1666 - 14 mai 1667)
- Payo Enríquez de Rivera Manrique, O.S.A (17 septembre 1668 - 30 juin 1681)
- Francisco de Aguiar y Seijas y Ulloa (20 avril 1682 - 14 août 1698)
- Juan de Ortega Cano Montañez y Patiño (21 juin 1700 - 16 décembre 1708)
  - Sede vacante (1708-1714)
- José Pérez de Lanciego Eguiluz y Mirafuentes, O.S.B (21 mars 1714 - 25 janvier 1728)
- Manuel José de Hendaya y Haro † (1728 - 5 octobre 1729)
- Juan Antonio de Vizarrón y Eguiarreta (24 juillet 1730 - 25 janvier 1747)
- Manuel Rubio y Salinas (29 janvier 1748 - 3 juillet 1765)
- Francisco Antonio de Lorenzana y Butrón (14 avril 1766 - 27 janvier 1771), nommé archevêque de Tolède
- Alonso Núñez de Haro y Peralta (30 mars 1772 - 26 mai 1800)
- Francisco Javier de Lizana y Beaumont (24 mai 1802 - 6 mars 1815)
- Pedro José de Fonte y Hernández (4 septembre 1815 - 28 décembre 1837)
- Manuel Posada y Garduño (23 décembre 1839 - 30 avril 1846)
  - Sede vacante (1846-1850)
- José Lázaro de la Garza y Ballesteros (30 septembre 1850 - 11 mars 1862)
- Pelagio Antonio de Labastida y Dávalos (19 mars 1863 - 4 février 1891)
- Próspero María Alarcón y Sánchez de la Barquera (17 décembre 1891 - 30 mars 1908)
- José Mora y del Río (2 décembre 1908 - 22 avril 1928)
- Pascual Díaz y Barreto, S.J (25 juin 1929 - 19 mai 1936)
- Luis María Martínez y Rodríguez (20 février 1937 - 28 juin 1956)
- Miguel Darío Miranda y Gómez (28 juin 1956 - 19 juillet 1977)
- Ernest Corripio Ahumada (19 juillet 1977 - 29 septembre 1994)
- Norberto Rivera Carrera (13 juin 1995 - 7 décembre 2017)
- Carlos Aguiar Retes, depuis le 7 décembre 2017

## Sources
- (en) « Archdiocese of México  : Past and Present Ordinaries », sur catholic-hierarchy.org (consulté le 22 octobre 2023)